# アレッサンドロ・トリパルデッリ
アレッサンドロ・トリパルデッリ（Alessandro Tripaldelli、1999年2月9日 - ）は、イタリア・ナポリで生まれたサッカー選手。S.P.A.L.所属。ポジションはディフェンダー。

## 経歴
ユヴェントスFCの下部組織出身で、2018年にUSサッスオーロ・カルチョへ移籍した。しかし出場機会に恵まれず、エールディヴィジのPECズヴォレ、セリエBのFCクロトーネへレンタル移籍した。
2020年9月17日、同じユヴェントスFCの下部組織出身者であるフィリッポ・ロマーニャとの交換トレードでカリアリ・カルチョへ移籍した。
2021年8月15日、S.P.A.L.は買い取り義務の付いたレンタル移籍でトリパルデッリを獲得したことを発表した。